# K
K, k (gọi là ca) là chữ thứ 11 trong phần nhiều chữ cái dựa trên Latinh và là chữ thứ 13 trong chữ cái tiếng Việt, có gốc từ chữ kappa thuộc tiếng Hy Lạp, phát triển từ chữ Kap của tiếng Semit và có nghĩa là "bàn tay mở". Âm /k/ của tiếng Xê-mit được giữ trong nhiều thứ tiếng cổ điển và cận đại, tuy nhiên tiếng Latinh đã thay thế chữ K bằng chữ C. Do đó những ngôn ngữ thuộc nhóm ngôn ngữ Rôman chỉ có chữ K trong những từ thuộc ngôn ngữ khác.
Trong tiếng Việt, chữ K thể hiện âm /k/ (tức âm "cờ") thường chỉ đứng trước các chữ nguyên âm E, Ê, I và Y. Còn đứng trước A, Ă, Â, O, Ô, Ơ, U, Ư là chữ C. Tuy nhiên có nhiều trường hợp chữ K thay chữ C trong tiếng Việt, như Bắc Kạn, Kon Tum, Đa Kao, Hồng Kông, Đường kách mệnh.
Chữ K trong các chuyên ngành khác:
- Trong bảng mã ASCII dùng ở máy tính, chữ K hoa có giá trị 75 và chữ k thường có giá trị 107.
- K là tên của một loại vitamin.
- Trong hệ đo lường quốc tế:
  - K là ký hiệu của nhiệt độ kelvin.
  - k được dùng cho tiền tố kilô – hay 1000.
- Trong tin học, K được dùng cho tiền tố kilô và có giá trị là 210.
- Trong hoá học, K là ký hiệu cho nguyên tố kali (Potassium).
- Trong vật lý học, k là hằng số Boltzmann.
- Trong hóa sinh học, K là biểu tượng cho lysine.
- Trong y khoa, K là ký hiệu của ung thư.
- Trong mô hình màu CMYK, K đại diện cho màu đen.
- Trong môn cờ vua, K là ký hiệu để ghi quân Vua (King).
- Trong bảng chữ cái âm học quốc tế, [k] là ký hiệu cho âm bật vòm mềm không kêu.
- Theo mã số xe quốc tế, K được dùng cho Campuchia (Kampuchea).
- K được gọi là Kilo trong bảng chữ cái âm học NATO.
- Trong bảng chữ cái Hy Lạp, K tương đương với Κ và k tương đương với κ.
- Trong bảng chữ cái Cyrill, K tương đương với К và k tương đương với к.
- Trong bài tây K là cây Vua (King)